# Warburg (stacja kolejowa)
Warburg – stacja kolejowa w Warburgu, w kraju związkowym Nadrenia Północna-Westfalia, w Niemczech. Znajdują się tu 2 perony.